# 旧長崎税関下り松派出所
旧長崎税関下り松派出所（きゅうながさきぜいかんさがりまつはしゅつしょ）は、長崎県長崎市にある歴史的建造物。国の重要文化財。

## 概要

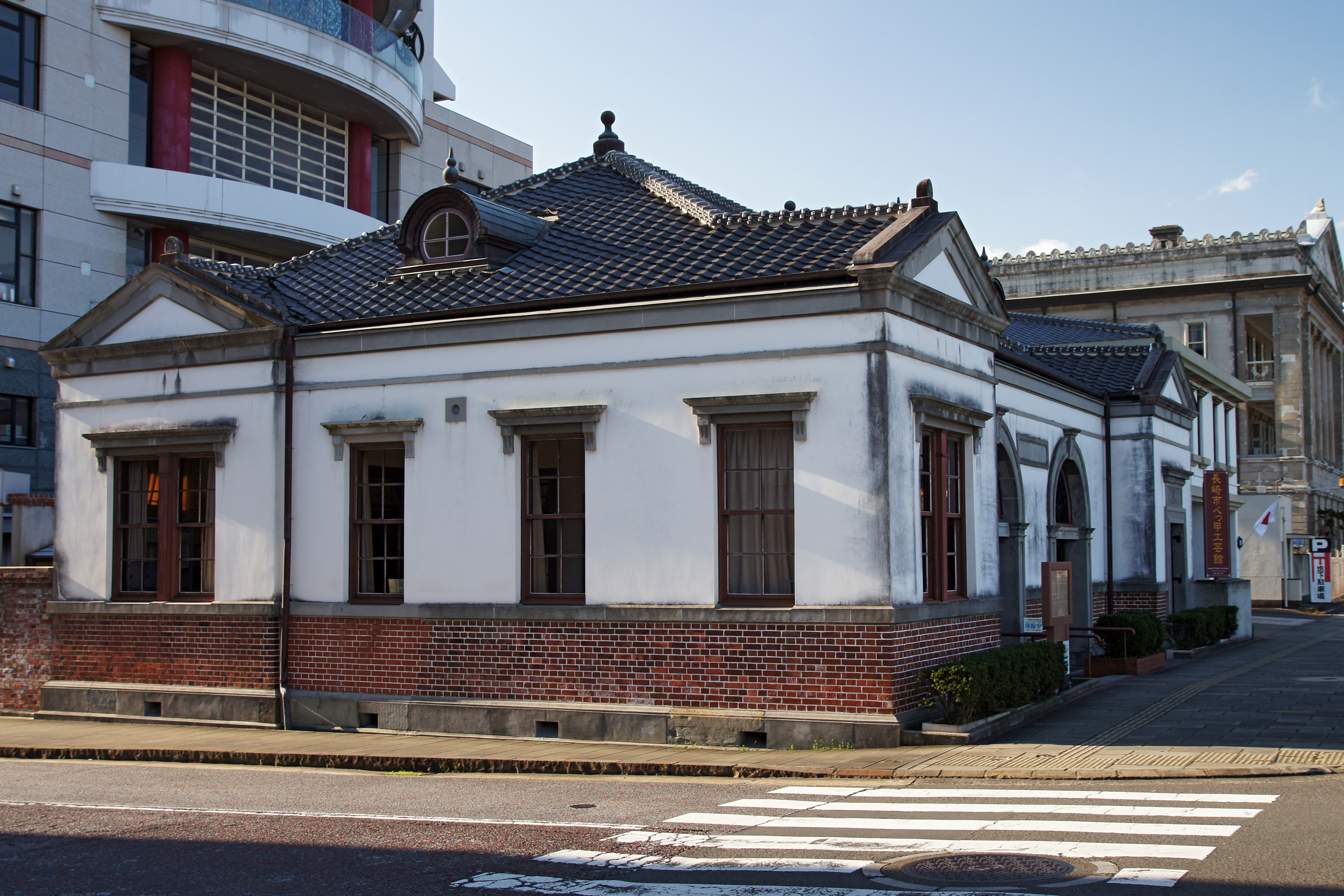
東側面

長崎税関の派出所として1898年（明治31年）に竣工した煉瓦造、平屋建の擬洋風建築である。建物は北側（海側）を正面として建ち、屋根は寄棟造、瓦葺きとする。正面は左右相称で、中央部にはアーチ形の出入口2か所を設け、両端部はやや前方に突出し、ペディメント（三角破風）を設ける。ペディメントは東側面の後方にも設けられている。内部は中央を検査場、西（正面から見て右）を倉庫、東を事務室とする。外壁は腰から下は煉瓦積を見せ、上部はモルタル塗仕上げとする。建物の後方に便所が別棟としてあり、渡り廊下で繋がっている。
建物とともに土地も重要文化財に指定されており、便所と煉瓦塀（2棟）が附（つけたり）指定となっている。
明治時代の税関施設の貴重な遺構であるが、保存修理は1960年（昭和35年）、1972年（昭和47年）、1978年（昭和53年）に部分的に実施されたものの館全体では行われてこなかった。しかし漸く、1990年（平成2年）3月19日の国の重要文化財指定を経て、1998年（平成10年）1月から2002年（平成14年）3月まで全体の半解体修理が実施され、竣工時の造作への復元も行われた。2002年（平成14年）4月からは、「長崎市べっ甲工芸館」の施設として、一般公開されている。

## 長崎市べっ甲工芸館
設立は2002年（平成14年）4月10日。社団法人日本べっ甲協会から寄贈されたべっ甲工芸品と税関資料を展示公開する。

### 利用情報
- 開館時間 9時 - 17時
- 休館日 12月29日 - 1月3日

## 交通アクセス
- 長崎電気軌道 大浦海岸通停留場 徒歩2分

## 周辺
- 旧長崎英国領事館